# 总督宫 (罗得)

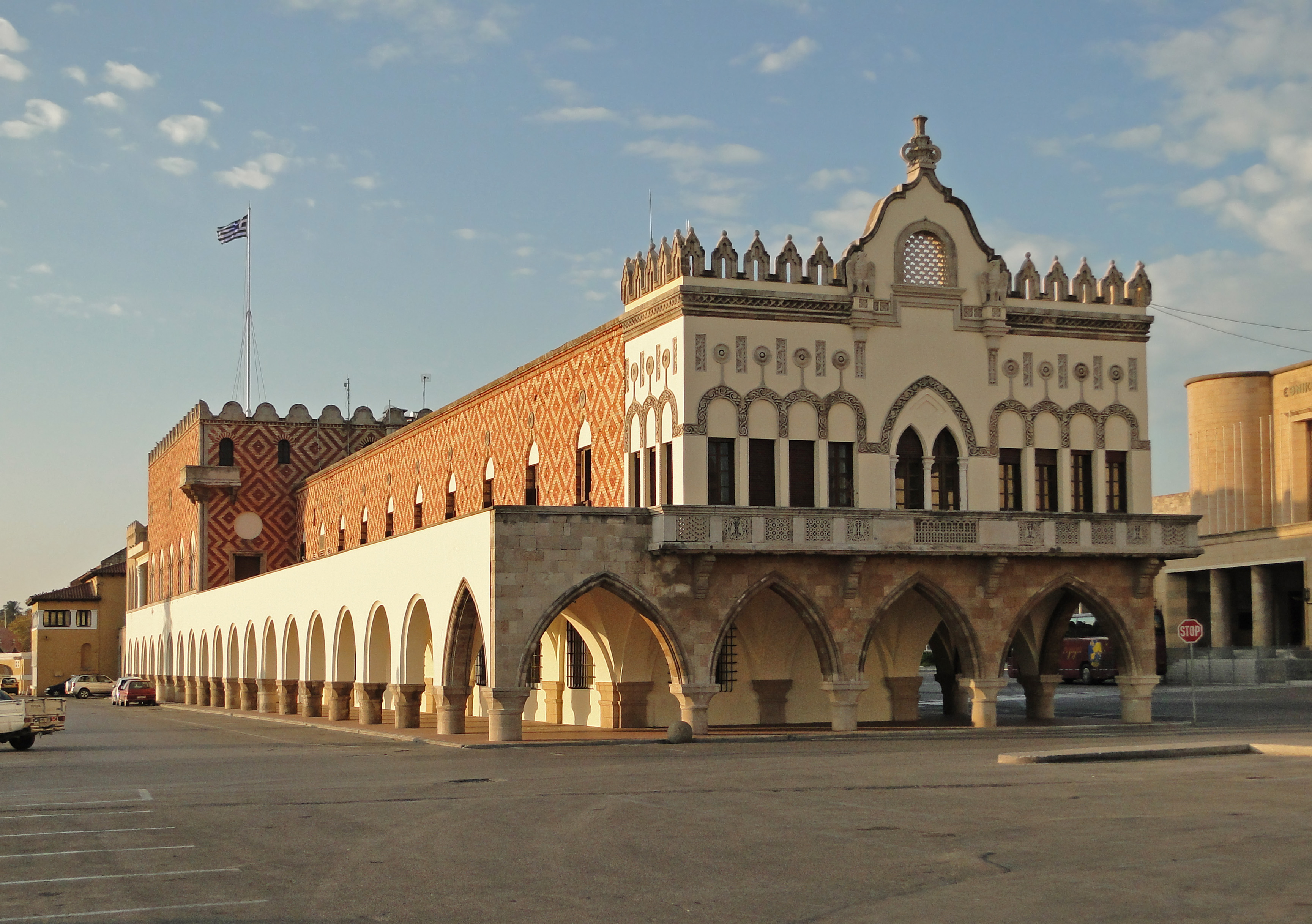
总督宫

总督宫（希臘語：Διοικητήριο Ρόδου）是希腊南愛琴大區罗得城的一座历史建筑，曾为意属爱琴海群岛的总督府。
该建筑位于曼兹拉基港（Porto del Mandraccio）的一侧，建于1926年-1927年，建筑师弗洛雷斯坦·迪·福斯托（Florestano Di Fausto），新哥特式风格，外墙使用红白两色的石头，模仿了威尼斯的公爵府。